# Барон Гренфелл
Барон Гренфелл из Килви в графстве Гламорган — наследственный титул в системе пэрства Соединённого королевства. Он был создан 18 июля 1902 года для британского военачальника, сэра Фрэнсиса Гренфелла (1841—1925). Он занимал посты сирдара (главнокомандующего) египетской армии (1885—1892), губернатора Мальты (1899—1903) и главнокомандующего английским войсками в Ирландии (1904—1908). Его старший сын, Паско Кристиан Виктор Фрэнсис Гренфелл, 2-й барон Гренфелл (1905—1976), был вице-спикером Палаты лордов и председатель комитетов с 1963 по 1976 год.
По состоянию на 2010 год носителем баронского титула являлся сын последнего, Джулиан Паско Фрэнсис Сент-Леджер Гренфелл, 3-й барон Гренфелл (род. 1935), который стал преемником своего отца в 1976 году. Ранее он работал Всемирном банке. Лорд Гренфелл потерял своё место в палате лордов после принятия Акта Палаты лордов 1999 года. Тем не менее в 2000 году он был сделан пожизненным пэром в качестве барона Гренфелла из Килви в графстве Суонси, и смог вернуться в Палату лордов.

## Бароны Гренфелл (1902)
- 1902—1925: Фельдмаршал Фрэнсис Уоллес Гренфелл, 1-й барон Гренфелл (29 апреля 1841 — 27 января 1925), сын предпринимателя Паско Сент-Леже Гренфелла (1798—1879)[1]
- 1925—1976: Полковник Паско Кристиан Виктор Фрэнсис Гренфелл, 2-й барон Гренфелл (12 декабря 1905 — 24 сентября 1976), старший сын предыдущего[2]
- 1976 — настоящее время: Джулиан Паско Фрэнсис Сент-Леджер Гренфелл, 3-й барон Гренфелл (род. 23 мая 1935), единственный сын предыдущего от первого брака[3]
  - Наследник титула: Ричард Артур Сент-Леджер Гренфелл (род. 4 ноября 1966), единственный сын Джона Сент-Леджера (1940—1995), внук майора достопочтенный Артура Бернарда Джона Гренфелла (1908—1942), второго сына первого барона, двоюродный брат предыдущего[4]
    - Наследник наследника: Джеймс Сент-Леджер Гренфелл (род. 30 марта 1996), единственный сын предыдущего[5].